# Moralitat (lliçó)
Una moralitat és un ensenyament que el que escriu vol transmetre com a missatge de la seva obra, i s'empra principalment en obres normalment dirigides a persones adultes. També és coneguda com a text d'Isop i altres (La Fontaine, etc.). Jesucrist les emprava en les seves paràboles.
La moralitat es pot deixar a l'oient, el lector o l'espectador, que la determinar per si mateix, o pot ser resumida en una màxima. Com per exemple el final de la faula d'Isop de "La Tortuga i la Llebre", en què la lenta i decidida tortuga guanya una cursa contra la molt més ràpida i arrogant llebre: una de les moralitats que la poden resumir és que "val més modèstia i perseverança, que orgull i distracció" o bé que "la lentitud i constància donen el triomf".
L'ús de personatges molt característics és una manera de mostrar la moralitat de la història, eliminant la complexitat de les diferents personalitats, fet que permet a l'escriptor transmetre clarament el missatge.
En tota la història de la literatura, la majoria d'escriptura de ficció ha servit no solament per entretenir, sinó també per instruir, informar o millorar el seu públic o lectors. Les moralitats han estat més òbvies en la literatura de nens i nenes, i han estat de vegades presentades amb la frase "la moralitat de la història és ...". Aquestes tècniques explícites han passat de moda en la narració moderna, i ara en general només són incloses amb objectius irònics.